# Campeonato Argentino de Futebol de 2025 – Terceira Divisão (Primera B)
O Campeonato da Primera División B de 2025 ou simplesmente Primera B de 2025, é a 94ª edição da Primera B, competição correspondente à terceira divisão do futebol argentino entre os clubes diretamente afiliados .Associação do Futebol Argentino. A temporada conta com a participação de 21 equipes, teve início em 7 de fevereiro e está prevista para terminar em dezembro.
As novidades entre os participantes são o Brown de Adrogué, rebaixado da Primera Nacional de 2024 e que retorna à categoria após sua última passagem em 2015, e o Real Pilar, campeão da Primera C de 2024, que faz sua estreia na divisão.
O campeão do Torneo Apertura foi o Ferrocarril Midland.

## Regulamento

### Acessos
Os 21 participantes se enfrentam em dois turnos, no sistema de pontos corridos. Cada turno corresponde a um torneio independente — o Apertura e o Clausura — e os campeões de cada um garantem vaga na final que definirá o campeão da temporada. O vencedor desta decisão conquista o primeiro acesso à Primera Nacional.
Além disso, será disputada uma repescagem, que reunirá os seis times mais bem colocados na tabela geral (excluindo o campeão) e o perdedor da final. O vencedor deste mata-mata garantirá o segundo acesso.
Caso uma mesma equipe vença os dois torneios (Apertura e Clausura), será automaticamente declarada campeã e garantirá o primeiro acesso. Neste cenário, os oito clubes seguintes na classificação geral avançam ao mata-mata que define o segundo time promovido.

### Rebaixamentos
Os dois últimos colocados da tabela geral — que considera os resultados dos dois torneios — serão rebaixados para a Primera C.

### Classificação para a Copa Argentina de 2026
Os critérios de classificação serão definidos oportunamente.

## Participantes
A Primera B de 2025 conta com 21 clubes, sendo:
- 19 times que permaneceram da edição anterior.
- 1 time promovido e 1 clube rebaixado de outras divisões.

### Promovidos da terceira divisão em 2024
- Real Pilar (campeão da Primera C de 2024)

### Rebaixados da segunda divisão em 2024
- Brown de Adrogué (rebaixado da Primera Nacional de 2024)

### Remanescentes de 2024 (em ordem alfabética)
- Acassuso
- Argentino de Merlo
- Argentino de Quilmes
- Comunicaciones
- Deportivo Armenio
- Deportivo Laferrere
- Deportivo Merlo
- Dock Sud
- Excursionistas
- Fénix
- Ferrocarril Midland
- Flandria
- Liniers
- Sacachispas
- San Martín de Burzaco
- Sportivo Italiano
- UAI Urquiza
- Villa Dálmine
- Villa San Carlos

## Torneo Apertura

### Tabela do Apertura
| #   | Equipe                | PTS | J  | V  | E  | D  | GP | GC | SG  | Classificação              |
| --- | --------------------- | --- | -- | -- | -- | -- | -- | -- | --- | -------------------------- |
| 1º  | Ferrocarril Midland   | 40  | 20 | 11 | 7  | 2  | 24 | 5  | 19  | CAMPEÃO do Torneo Apertura |
| 2º  | Real Pilar            | 36  | 20 | 10 | 6  | 4  | 27 | 16 | 11  |                            |
| 3º  | Argentino de Merlo    | 35  | 20 | 10 | 5  | 5  | 25 | 15 | 10  |                            |
| 4º  | Acassuso              | 34  | 20 | 9  | 7  | 4  | 25 | 18 | 7   |                            |
| 5º  | Excursionistas        | 32  | 20 | 9  | 5  | 6  | 21 | 16 | 5   |                            |
| 6º  | Dock Sud              | 31  | 20 | 8  | 7  | 5  | 29 | 25 | 4   |                            |
| 7º  | Villa San Carlos      | 30  | 20 | 9  | 3  | 8  | 24 | 28 | −4  |                            |
| 8º  | Brown de Adrogué      | 28  | 20 | 7  | 7  | 6  | 18 | 17 | 1   |                            |
| 9º  | Deportivo Merlo       | 28  | 20 | 7  | 7  | 6  | 16 | 17 | −1  |                            |
| 10º | Liniers               | 27  | 20 | 8  | 3  | 9  | 27 | 22 | 5   |                            |
| 11º | UAI Urquiza           | 26  | 20 | 5  | 11 | 4  | 16 | 18 | −2  |                            |
| 12º | Comunicaciones        | 25  | 20 | 7  | 4  | 9  | 19 | 18 | 1   |                            |
| 13º | Deportivo Laferrere   | 24  | 20 | 5  | 9  | 6  | 21 | 20 | 1   |                            |
| 14º | Argentino de Quilmes  | 24  | 20 | 5  | 9  | 6  | 21 | 24 | −3  |                            |
| 15º | San Martín de Burzaco | 24  | 20 | 6  | 6  | 8  | 19 | 25 | −6  |                            |
| 16º | Deportivo Armenio     | 23  | 20 | 5  | 8  | 7  | 17 | 19 | −2  |                            |
| 17º | Villa Dálmine         | 23  | 20 | 5  | 8  | 7  | 20 | 27 | −7  |                            |
| 18º | Flandria              | 22  | 20 | 5  | 7  | 8  | 12 | 18 | −6  |                            |
| 19º | Sportivo Italiano     | 21  | 20 | 4  | 9  | 7  | 15 | 16 | −1  |                            |
| 20º | Sacachispas           | 15  | 20 | 2  | 9  | 9  | 13 | 24 | −11 |                            |
| 21º | Fénix                 | 10  | 20 | 1  | 7  | 12 | 8  | 29 | −21 |                            |

| Fontes: Soccerway — AFA — ESPN — TyC Sports — Olé — Solo Ascenso — Promiedos — Mundo Ascenso |

| Regras para classificação: 1) Pontos, 2) Saldo de gols, 3) Gols marcados, 4) Confronto direto (pontos, saldo, gols marcados), 5) Sorteio. Em caso de empate em pontos na definição de rebaixamento: 2) jogo de desempate. |

## Torneo Clausura

### Tabela do Clausura
- Atualizado até 10 de agosto de 2025

| #   | Equipe               | PTS | J | V | E | D | GP | GC | SG | Classificação |
| --- | -------------------- | --- | - | - | - | - | -- | -- | -- | ------------- |
| 1º  | Ferrocarril Midland  | 16  | 7 | 5 | 1 | 1 | 10 | 4  | 6  |               |
| 2º  | Villa San Carlos     | 15  | 7 | 4 | 3 | 0 | 11 | 6  | 5  |               |
| 3º  | Sportivo Italiano    | 13  | 8 | 4 | 1 | 3 | 12 | 9  | 3  |               |
| 4º  | Real Pilar           | 13  | 8 | 3 | 4 | 1 | 7  | 4  | 3  |               |
| 5º  | Flandria             | 12  | 7 | 3 | 3 | 1 | 6  | 3  | 3  |               |
| 6º  | Acassuso             | 12  | 7 | 3 | 3 | 1 | 10 | 8  | 2  |               |
| 7º  | Deportivo Armenio    | 10  | 6 | 2 | 4 | 0 | 6  | 2  | 4  |               |
| 8º  | Sacachispas          | 10  | 7 | 2 | 4 | 1 | 7  | 6  | 1  |               |
| 9º  | Deportivo Laferrere  | 9   | 7 | 2 | 3 | 2 | 8  | 8  | 0  |               |
| 10º | Brown de Adrogué     | 8   | 6 | 2 | 2 | 2 | 8  | 9  | −1 |               |
| 11º | San Martín (B)       | 7   | 6 | 1 | 4 | 1 | 6  | 5  | 1  |               |
| 12º | Argentino de Quilmes | 7   | 7 | 1 | 4 | 2 | 7  | 9  | −2 |               |
| 13º | UAI Urquiza          | 7   | 7 | 1 | 4 | 2 | 5  | 7  | −2 |               |
| 14º | Fénix                | 7   | 7 | 1 | 4 | 2 | 6  | 9  | −3 |               |
| 15º | Deportivo Merlo      | 6   | 7 | 1 | 3 | 3 | 5  | 7  | −2 |               |
| 15º | Liniers              | 6   | 7 | 1 | 3 | 3 | 5  | 7  | −2 |               |
| 17º | Dock Sud             | 6   | 7 | 1 | 3 | 3 | 4  | 6  | −2 |               |
| 18º | Comunicaciones       | 6   | 6 | 1 | 3 | 2 | 6  | 9  | −3 |               |
| 19º | Villa Dálmine        | 6   | 7 | 1 | 3 | 3 | 4  | 7  | −3 |               |
| 20º | Argentino de Merlo   | 5   | 7 | 1 | 2 | 4 | 5  | 9  | −4 |               |
| 21º | Excursionistas       | 4   | 6 | 1 | 1 | 4 | 7  | 11 | −4 |               |

| Fontes: Soccerway — AFA — ESPN — TyC Sports — Olé — Solo Ascenso — Promiedos — Mundo Ascenso |

| Regras para classificação: 1) Pontos, 2) Saldo de gols, 3) Gols marcados, 4) Confronto direto (pontos, saldo, gols marcados), 5) Sorteio. Em caso de empate em pontos na definição de rebaixamento: 2) jogo de desempate. |